# Алма-Вій
Алма-Вій (рум. Alma Vii) — село у повіті Сібіу в Румунії. Входить до складу комуни Мошна.
Село розташоване на відстані 221 км на північний захід від Бухареста, 36 км на північний схід від Сібіу, 103 км на південний схід від Клуж-Напоки, 101 км на північний захід від Брашова.

## Населення
За даними перепису населення 2002 року у селі проживали 367 осіб. Рідною мовою 358 осіб (97,5%) назвали румунську.
Національний склад населення села:
| Національність | Кількість осіб | Відсоток |
| -------------- | -------------- | -------- |
| румуни         | 286            | 77,9%    |
| цигани         | 70             | 19,1%    |
| угорці         | 5              | 1,4%     |